# إيكارايما
إيكارايما بلدية في ولاية بارانا في المنطقة الجنوبية من البرازيل.   